# Parlamentswahl in Italien 1867
- Sinistra: 225
- Unabh.: 74
- Vakant: 43
- Destra: 151

Die Parlamentswahl in Italien 1867 fand am 10. März und am 17. März 1867 statt. Es war die dritte Wahl im 1861 gegründeten Königreich Italien.
Die Legislaturperiode des gewählten Parlaments dauerte vom 22. März 1867 bis zum 2. November 1870.

## Ergebnisse
498.208 Personen (1,9 % der Bevölkerung) besaßen das Wahlrecht. Davon beteiligten sich 258.243 (51,8 %) an der Wahl.
| Partei             | Anzahl der Stimmen | %      | Mandate |
| ------------------ | ------------------ | ------ | ------- |
| Historische Linke  | 126.202            | 45,6 % | 225     |
| Historische Rechte | 84.685             | 30,6 % | 151     |
| Unabhängige        | 65.636             | 23,8 % | 74      |
| Insgesamt          | 276.523            | 100    | 493     |

## Weblink
- Gazetta Piemontese 20. März 1867, La Stampa Archivio Storico